# London School Board
Le London School Board était le conseil élu chargé de l'enseignement primaire à Londres entre 1870 et 1904. Il fut aussi le premier organisme élu recouvrant l'intégralité de la capitale britannique. Il fut enfin la première entité politique pour laquelle les femmes étaient électrices et éligibles.

## LeBoard
La réforme de l'enseignement primaire de 1870 (dite Forster Act) décida la création de school boards (conseil élu chargé de l'enseignement primaire) dans toutes les localités, circonscriptions et entités administratives où des écoles primaires n'existaient pas faute de moyens ou de volonté politique. C'était le cas pour de nombreux quartiers de Londres alors (correspondant aujourd'hui à l'Inner London.
Le London School Board comprit une cinquantaine de membres tout au long de son histoire. Ils étaient élus sur la base des circonscriptions électorales utilisées pour le Parlement britannique. Les élections avaient lieu au suffrage universel masculin et féminin ; les femmes étaient éligibles et le scrutin était secret.
Au départ, le Board envisageait de s'occuper de l'éducation primaire de 100 000 enfants issus des classes populaires. Finalement, après avoir rendu l'école obligatoire à Londres de 5 à 15 ans, le Board accueillit dans ses écoles (plus de 400 furent construites) jusqu'à 350 000 élèves. Le Board au fur et à mesure des réformes décida aussi de fournir au moins un repas chaud par jour aux élèves ; de proposer des services médicaux ; ou de ne passer des contrats qu'avec les entreprises qui respectaient les droits syndicaux et qui payaient des salaires décents (le minimum syndical).
Le Board fut dissous par la réforme de l'éducation de 1902 et ses prérogatives passèrent au London County Council.

## Membres du London School Board
- Annie Besant
- Jane Agnes Chessar (1873-1876)
- Emily Davies
- Elizabeth Garrett Anderson
- John Hall Gladstone
- Stewart Headlam
- Thomas Henry Huxley
- William Lygon
- John Stuart Mill
- Margaret Nevinson
- Benjamin Ward Richardson
- Helen Taylor
- Richard Temple
- Frederic Thesiger
- Graham Wallas